# NGC 5148
NGC 5148 ist eine 14,5 mag helle Balkenspiralgalaxie vom Hubble-Typ SBcd im Sternbild der Jungfrau.
Sie wurde am 30. April 1864 von Albert Marth entdeckt.